# Тузі-Мурат
Тузі́-Мура́т (рос. Тузи-Мурат, чув. Туçи Мăрат) — присілок у складі Вурнарського району Чувашії, Росія. Входить до складу Сявалкасинського сільського поселення.
Населення — 139 осіб (2010; 152 у 2002).
Національний склад:
- чуваші — 97 %